# Kościół Matki Bożej Anielskiej w Tolkmicku
Kościół Matki Bożej Anielskiej – kościół parafialny należący do dekanatu pomorsko-warmińskiego diecezji warszawskiej Kościoła Polskokatolickiego w RP. Jeden z rejestrowanych zabytków miasta.
Świątynia została zbudowana w 1887 roku w stylu neogotyckim jako kościół ewangelicki. Od frontu znajduje się niewielka sygnaturka (wieża). Jest to budowla posiadająca jedną nawę i skromnie wyposażone wnętrze